# DDグループ
株式会社DDグループ（ディーディーグループ）は、東京都港区に本社を置く持株会社。東京証券取引所プライム市場上場 。
中核子会社の株式会社ダイヤモンドダイニングは、レストランの運営ならびにコンサルティング事業を中心とする外食産業企業である。

## 概要
創業者兼現社長の松村厚久が、1996年3月に東京都豊島区東池袋に、有限会社エイアンドワイビューティサプライを設立。2001年6月に「VAMPIRE CAFE」（東京都中央区銀座）を開店し、飲食店経営を開始。主に居抜き物件を中心に出店を続け、100店舗100業態の実現を目指す外食産業企業であり、2010年に100店舗100業態を達成。独自のマルチコンセプト（個店主義）戦略を貫くことで、「1店舗1コンセプト」の出店を可能とし、全国各地の立地条件に応じた多様な業態開発や、居抜き物件を活用した低コストの出店を行っている。

## 特徴
ドラキュラ伯爵の館をイメージしたレストランや、シンデレラの世界を具現化したレストランなど、かわいいコスチュームやインパクトのある内装で移り気な客の心を捉えている。個性的な店が多く、同じ業態は2つとない。埋もれることなく、
「いつも光り輝く原石でいたい」という願いが社名の由来。

## 沿革
- 1996年（平成8年）3月 - 東京都豊島区東池袋にて有限会社エイアンドワイビューティサプライを設立。
- 2001年（平成13年）6月 -「VAMPIRE CAFE」（東京都中央区銀座）を開店。飲食店経営を開始。
- 2002年（平成14年）12月 - 株式会社へ改組。同時に株式会社ダイヤモンドダイニングに社名変更し、本店を東京都台東区東上野に移転。
- 2005年（平成17年）3月 - 本店を東京都中央区銀座に移転。
- 2006年（平成18年）9月 - 本店を東京都港区東新橋に移転。
- 2007年（平成19年）3月 - 大阪証券取引所ニッポン・ニュー・マーケット「ヘラクレス」（現・JASDAQ）に株式を上場。
- 2008年（平成20年）
  - 6月 - 株式会社サンプールを子会社化。
  - 12月 - 100%出資子会社として株式会社シークレットテーブルを設立。
- 2009年（平成21年）5月 - 100%出資子会社として株式会社ゴールデンマジックを設立。
- 2010年（平成22年）
  - 6月 - 株式会社土佐社中を設立。
  - 9月 - 株式会社吉田卯三郎商店（現・DDプラス）を子会社化。
  - 10月 - 100店舗100業態達成。上場株券市場区分がヘラクレス（グロース）からJASDAQ（スタンダード）へ移行。
- 2011年（平成23年）
  - 6月 - 株式会社バグースを子会社化。本店を東京都港区西新橋に移転。
  - 10月 - 米国に100％出資子会社としてDiamond Dining International Corporationを設立。同社がDream Dining Honolulu LLC（現・Shokudo Japanese LLC.）を子会社化。
- 2013年（平成25年）
  - 3月 - シークレットテーブルを吸収合併。
  - 11月 - 本店を東京都港区芝に移転。
- 2014年（平成26年）
  - 4月 - KOMARS F&B PTE.LTD.（現・Diamond Dining Singapore Pte.Ltd.）を子会社化。
  - 11月 - 東京証券取引所第二部に市場変更。
- 2015年（平成27年）7月 - 東京証券取引所第一部に指定替え。
- 2016年（平成28年）9月 - 株式会社ゼットンを株式公開買付けにより持分法適用関連会社化[5]。
- 2017年（平成29年）
  - 6月 - ゼットンを連結子会社化。
  - 9月 - 事業を株式会社ダイヤモンドダイニング分割準備会社に吸収分割して持株会社化。株式会社DDホールディングスに商号変更し、ダイヤモンドダイニング分割準備会社を株式会社ダイヤモンドダイニング（2代）に商号変更[6]。
- 2018年（平成30年）11月 - 100％出資子会社として株式会社フードビジネスキャスティング及び株式会社DDホールディングスベンチャーキャピタルを設立。
- 2019年（平成31年/令和元年）
  - 3月 - 株式会社エスエルディーを連結子会社化。
  - 12月 - 湘南レーベル株式会社の株式取得及び合同会社サニーサイドインの持分取得により、両社を連結子会社化
- 2020年（令和2年）
  - 9月 - ダイヤモンドダイニングが、株式会社ゴールデンマジック、株式会社商業藝術、株式会社サンプール及び株式会社The Sailingを吸収合併。
  - 12月 - ゼットンの持株比率が減少し、持分法適用関連会社に変更。
- 2021年（令和3年）
  - 2月 - 2021年2月期末で債務超過となる。
  - 8月 - Diamond Dining International Corporationの保有全株式を売却。
- 2022年（令和4年）2月 - 2022年2月期で債務超過を解消。株式会社ゼットンを持分法適用会社から除外。
- 2023年（令和5年）6月 - 株式会社DDグループに商号変更。

## 子会社
- 株式会社エスエルディー
- 株式会社ダイヤモンドダイニング
- 湘南レーベル株式会社
- 株式会社DDプラス

### 過去の子会社
- シークレットテーブル[7] - ラディアホールディングス（旧グッドウィル・グループ）の連結子会社である「フードスコープ」の全事業（37店）の譲受を目的に2012年8月設立。その後、2013年3月にダイヤモンドダイニングに吸収合併。以下のブランドなどを運営していた。
  - 比内地鶏専門店「今井屋」
  - カキ専門店「MAIMON」
  - 日本料理「美食米門」
  - 炭火焼と水炊き専門店「さかえや」
  - テーマレストラン「エレファントカフェ」「だいぶつころころ」「キリストンカフェ」
    - このテーマレストランは、グッドウィル・グループがUG・グローイングアップ（現 UG・宇都宮）から買収した店舗。UG・グローイングアップが東京地区店舗売却の為、東京地区店舗9店をUG・グローイングアップ東京として分割した上で売却）[8]。

## テレビ番組
- 日経スペシャル ガイアの夜明け 人手が足りない… ～揺れる外食チェーンに秘策は?～（2008年7月1日、テレビ東京）[3] - "オンリーワン"の個性で若者のモチベーションアップを取材。